# Héctor Anglada
Héctor Anglada (Villa Carlos Paz, Córdoba, 31 de enero de 1976 - Burzaco, Almirante Brown, Buenos Aires, 2 de marzo de 2002) fue un actor cordobés de cine y televisión.

## Biografía
Nacido en la ciudad de Villa Carlos Paz, comenzó su carrera en el cine actuando en un cortometraje dirigido por Adrián Caetano, quien también lo dirigiría en Bolivia y Pizza, birra y faso. Fue el protagonista de esta última, una de las películas importantes de la industria cinematográfica argentina, por la que ganó el Cóndor de Plata como "Mejor Revelación Masculina". También trabajó en televisión, especialmente en la serie Campeones de la vida donde encarnaba a un boxeador apodado Capilla.

## Fallecimiento
Héctor Anglada falleció el 2 de marzo de 2002 en un accidente automovilístico, iba a bordo de una moto cuando fue embestido por un colectivo de la línea 318. Sus restos fueron alojados en el panteón de actores ubicado en el Cementerio de la Chacarita, en Buenos Aires.

## Filmografía
| Año  | Título                                          | Personaje | Director                                                         |
| ---- | ----------------------------------------------- | --------- | ---------------------------------------------------------------- |
| 1992 | Visite Carlos Paz (cortometraje)                |           | Israel Adrián Caetano                                            |
| 1994 | Calafate (cortometraje)                         |           | Israel Adrián Caetano                                            |
| 1995 | Cuesta abajo                                    |           | Israel Adrián Caetano                                            |
| 1997 | La furia                                        | Guardia   | Juan Bautista Stagnaro                                           |
| 1998 | Pizza, birra, faso                              | Cordobés  | Israel Adrián Caetano y Bruno Stagnaro                           |
| 1998 | Mala época                                      | Albañil   | Mariano De Rosa, Salvador Roselli, Nicolás Saad y Rodrigo Moreno |
| 1998 | La expresión del deseo (mediometraje)           |           | Israel Adrián Caetano                                            |
| 2000 | El camino                                       | Moncho    | Javier Olivera                                                   |
| 2001 | Bolivia                                         | Héctor    | Israel Adrián Caetano                                            |
| 2001 | Los hermanos Ramundo deben morir (cortometraje) |           | Chus Triviño                                                     |
| 2002 | Herencia                                        | Ángel     | Paula Hernández                                                  |

## Televisión
| Año       | Título               | Canal    | Personaje |
| --------- | -------------------- | -------- | --------- |
| 1997      | R.R.D.T.             | Canal 13 | Kamikaze  |
| 1998      | Gasoleros            | Canal 13 | Pua       |
| 1999-2001 | Campeones de la vida | Canal 13 | Capilla   |
| 2001      | 22, el loco          | Canal 13 | Jorge     |
| 2001      | EnAmorArte           | Telefe   | Rubén     |

## Premios
| Año  | Categoría                                                  | Película           | Resultado |
| ---- | ---------------------------------------------------------- | ------------------ | --------- |
| 1999 | Cóndor de Plata - Revelación masculina                     | Pizza, birra, faso | Ganador   |
| 1998 | Premios Clarín Espectáculos - Revelación masculina en cine | Pizza, birra, faso | Ganador   |